# Tupinambarana
A chamada Ilha Tupinambarana é, na verdade, um conjunto de ilhas que, antes, era considerado como sendo uma única ilha. É rodeada pelo sistema fluvial do Amazonas (rios Amazonas, Madeira, Sucunduri e Abacaxis). Situa-se no leste do estado do Amazonas, no Brasil. Hoje, é considerada como formada por quatro ilhas completamente separadas por canais naturais denominados "paranás" ou "furos". O conjunto de ilhas tem uma área total de 11 850 quilômetros quadrados e, assim, pode ser considerado o segundo maior conjunto fluvial de ilhas do mundo, depois da Ilha do Bananal, no estado do Tocantins, no Brasil. 

## Descrição
Há uma pequena e baixa serra que percorre o centro da maior ilha. O grupo de ilhas é majoritariamente coberto por floresta equatorial e somente é acessível por barco ou avião. 
Sua área é dividida, de sudoeste a nordeste, entre os municípios de Nova Olinda do Norte, Itacoatiara, Urucurituba, Boa Vista do Ramos, Barreirinha e Parintins: este último, a mais populosa cidade do interior do Amazonas e onde se realiza, anualmente, no último fim de semana de junho, o Festival Folclórico de Parintins ou boi-bumbá.

## Etimologia
O topônimo "Tupinambarana" é uma referência aos antigos habitantes do arquipélago, os índios tupinambaranas.

## História
Em tempos pré-colombianos, as ilhas eram o limite norte do vasto território ocupado pelo povo Sateré-Mawé, que atualmente ainda reside na Amazônia.
Há, no arquipélago, as ruínas de uma vila construída nos anos de 1930 por colonos imigrantes japoneses para o cultivo da juta.

## Arqueologia e ocupação indígena
Pesquisas arqueológicas realizadas na cidade de Parintins, situada na Ilha Tupinambarana, revelaram vestígios da Tradição Pocó-Açutuba, evidenciando a presença de antigos grupos indígenas na região. A análise de fragmentos cerâmicos encontrados em sítios urbanos indica uma ocupação humana milenar, com práticas culturais distintas e complexas. Esses achados contribuem para a valorização da história indígena local e para a compreensão da diversidade sociocultural amazônica.Machado, M. M. C. (2024). Os Antigos Habitantes da Ilha de Tupinambarana: Apontamentos a partir das Cerâmicas Arqueológicas. Museu Paraense Emílio Goeldi. Disponível em: 